# V-Varen Nagasaki
V-Varen Nagasaki (jap. V-ファーレン長崎) – japoński klub piłki nożnej z siedzibą w Nagasaki. Powstał w 2004 roku, a w sezonie 2021 występuje w drugiej lidze japońskiej. Właścicielem V-Varen Nagasaki jest Akira Takata. 

## Powstanie
V-Varen Nagasaki powstało z połączenia dwóch klubow - Ariake SC oraz Kunimi FC w 2004 roku. Za symbol klub ten przyjął kaczkę mandarynkę – zwierzę charakterystyczne dla Nagasaki.

## Wczesna historia
Historia V-Varen Nagasaki rozpoczęła się w roku 1985, kiedy to pod nazwą Ariake SC klub zaczął rozgrywać swoje pierwsze mecze w Lidze Prefektury Nagasaki w Drugiej Dywizji. Dobra gra spowodowała awans do Pierwszej Dywizji Ligi Prefektury Nagasaki w 1991 roku. 9 lat później Ariake SC zdobyło swój pierwszy tytuł mistrza tejże prefektury. Zespół ten w następnych 5 latach, czterokrotnie ją wygrywał. 4 razy Ariake brało udział w play-offach Prefektury Kiusiu.

## Późniejsza historia
W 2004 roku Ariake FC dokonało fuzji z Kunimi FC. Połączenie tych dwóch klubów znacznie zwiększyło szansę na sukcesy sportowe. Po kolejnych mistrzostwach prefektury, Ariake awansowało do Kyushu Soccer League. Z początkiem 2005 roku klub zmienił nazwę na V-Varen Nagasaki. Zespół ten sięgnął po mistrzostwo Kyushu Soccer League w 2006 roku. Mimo to nie udało mu się awansować do Japan Football League. V-Varen Nagasaki walczyło o awans do JFL, co udało się ostatecznie po sezonie 2008, kiedy to zajęło ono pierwsze miejsce w ogólnokrajowym turnieju. Frekwencja na stadionie „The Mighty Ducks” systematycznie wzrastała w czasie sezonów 2007 i 2008. Po awansie do JFL wyniosła ona ponad 5000. W 2010 roku stanowisko prezesa tego klubu zajął Tadatoshi Komine - wieloletni trener Kunimi HS (młodzieżowej drużyny Kunimi FC). Odrzucił on wszystkie oferty innych klubów, by pozostać przy Kunimi i V-Varen. W 2012 roku „The Mighty Ducks” wygrali JFL i awansowali tym samym do J2 League. Klub borykał się w tym czasie z problemami technicznymi i finansowymi. Jednak duża pomoc ze strony władz lokalnych (m.in. przebudowa stadionu do 20 000 miejsc) pomogła V-Varen wystartować w rozgrywkach od sezonu 2013. W 2017 roku V-Varen, dzięki zgromadzonym finansom, pozyskało kilku doświadczonych zawodników – Marino Tashiro Masakazu, Takashiego Sawadę oraz Juanmę. Po sezonie 2017 „The Mighty Ducks” awansowało do najwyższej klasy rozgrywkowej Japonii – J1 League. Zespół ten jednak skończył rozgrywki na ostatnim, 18 miejscu i spadł ponownie do J2 League. V-Varen grał w tej lidze przez kolejne dwa sezony.

## Pochodzenie nazwy
Przedrostek V na początku nazwy wywodzi się od słów: Vitória (odnoszenie sukcesu sportowego), Vrede (promowanie pokoju i zapewnienie pokojowej edukacji przyszłym pokoleniom) oraz Variedade (akceptacja różnorodności). Natomiast słowo Varen po holendersku oznacza podróż morską, co nawiązuje do wieloletniej historii portowego miasta jakim jest Nagasaki.

## Maskotka
Maskotką V-Varen Nagasaki jest Vivi-kun. Jest ona połączeniem kaczki mandarynki (symbolu V-Varen) oraz jelenia. Jej sylwetka jest przysadzista. Nosi na sobie granatową koszulkę z pomarańczowymi elementami i herbem V-Varen oraz granatowe spodenki również z pomarańczowymi elementami. Vivi-kun ma duże brązowo-czarne oczy oraz czerwony język. Człon Vivi pochodzi od pierwszych liter nazwy klubu – V-V.

## Stadion
Stadion V-Varen nosi nazwę Transcosmos Stadium Nagasaki (do 2016 Nagasaki Sports Park Athletic Field). Został wybudowany w 1969 roku i liczy 20 000 miejsc na trybunach. Wokół stadionu roztacza się bieżnia, a murawa na boisku jest naturalna.

## Herb
Na herbie V-Varen Nagasaki znajduje się kaczka mandarynka – symbol Nagasaki. Trzyma ona w dziobie oranżowo-białą piłkę, a barwy zwierzęcia to ciemnoniebieski, pomarańczowy i biały. Na górze herbu znajduje się granatowy napis V-Varen w białej obwódce. Na dole umieszczony został kształt imitujący zwój papieru, na którym widnieje ciemnoniebieski napis „2005 Nagasaki” na pomarańczowym tle.

## Ligi, w których występowało V-Varen Nagasaki
| Rok  | Liga                  | Poziom rozgrywek | Końcowe miejsce | Liczba meczów | Wygrane | Remisy | Przegrane | Punkty | Bilans bramkowy (Zdobyte:stracone) |
| ---- | --------------------- | ---------------- | --------------- | ------------- | ------- | ------ | --------- | ------ | ---------------------------------- |
| 2005 | Kyushu Soccer League  | Liga regionalna  | 3               | 18            | 11      | 5      | 2         | 37     | 41:23                              |
| 2006 | Kyushu Soccer League  | Liga regionalna  | 1               | 16            | 14      | 1      | 1         | 43     | 43:14                              |
| 2007 | Kyushu Soccer League  | Liga regionalna  | 3               | 20            | 16      | 3      | 1         | 50     | 79:17                              |
| 2008 | Kyushu Soccer League  | Liga regionalna  | 2               | 18            | 14      | 2      | 2         | 46     | 76:10                              |
| 2009 | Japan Football League | 3                | 11              | 34            | 12      | 8      | 14        | 44     | 38:43                              |
| 2010 | Japan Football League | 3                | 5               | 34            | 15      | 8      | 11        | 53     | 50:38                              |
| 2011 | Japan Football League | 3                | 5               | 33            | 15      | 11     | 7         | 56     | 61:44                              |
| 2012 | Japan Football League | 3                | 1               | 32            | 20      | 7      | 5         | 67     | 57:24                              |
| 2013 | J2 League             | 2                | 6               | 42            | 19      | 9      | 14        | 66     | 48:40                              |
| 2014 | J2 League             | 2                | 14              | 42            | 12      | 16     | 14        | 52     | 45:42                              |
| 2015 | J2 League             | 2                | 6               | 42            | 15      | 15     | 12        | 60     | 42:33                              |
| 2016 | J2 League             | 2                | 15              | 42            | 10      | 17     | 15        | 47     | 39:51                              |
| 2017 | J2 League             | 2                | 2               | 42            | 24      | 8      | 10        | 80     | 59:41                              |
| 2018 | J1 League             | 1                | 18              | 34            | 8       | 6      | 20        | 30     | 39:59                              |
| 2019 | J2 League             | 2                | 12              | 42            | 17      | 5      | 20        | 56     | 57:61                              |
| 2020 | J2 League             | 2                | 3               | 42            | 23      | 11     | 8         | 80     | 66:39                              |
| 2021 | J2 League             | 2                | –               | –             | –       | –      | –         | –      | –                                  |

## Skład na sezon 2021
Skład V-Varen Nagasaki na sezon 2021
| Nr | Poz. | Piłkarz          |
| -- | ---- | ---------------- |
| 1  | BR   | Masaya Tomizawa  |
| 3  | OB   | Masashi Kamekawa |
| 4  | OB   | Freire           |
| 5  | OB   | Takuma Shikayama |
| 6  | PO   | Caio César       |
| 7  | NA   | Edigar Junio     |
| 8  | PO   | Ryota Isomura    |
| 9  | NA   | Cayman Togashi   |
| 10 | PO   | Luan             |
| 11 | NA   | Keiji Tamada     |
| 13 | PO   | Masaru Kato      |
| 14 | PO   | Takumi Nagura    |
| 15 | OB   | Hijiri Kato      |
| 16 | OB   | Seiya Maikuma    |
| 17 | PO   | Hiroki Akino ()  |
| 18 | NA   | Ryohei Yamazaki  |

| Nr | Poz. | Piłkarz                                         |
| -- | ---- | ----------------------------------------------- |
| 19 | PO   | Takashi Sawada                                  |
| 20 | PO   | Yohei Otake                                     |
| 21 | BR   | Toru Takagiwa (wypożyczony z Shimizu S-Pulse)   |
| 22 | PO   | Yuya Kuwasaki                                   |
| 23 | OB   | Shunya Yoneda                                   |
| 24 | OB   | Yusei Egawa                                     |
| 25 | OB   | Ryo Shinzato                                    |
| 26 | OB   | Hiroshi Futami                                  |
| 27 | NA   | Ken Tokura                                      |
| 30 | BR   | Kenta Tokushige                                 |
| 31 | BR   | Gaku Harada (wypożyczony z Yokohamy F. Marinos) |
| 33 | NA   | Asahi Uenaka                                    |
| 34 | PO   | Seiya Satsukida                                 |
| 35 | PO   | Taisei Abe                                      |
| –  | NA   | Víctor Ibarbo                                   |

## Rekordy klubowe
- Najwyższe zwycięstwo – 7:0 przeciwko Mitsubishi Heavy Industries Nagasaki SC, 29 sierpnia 2015 roku, Puchar Cesarza[8]
- Najwyższa porażka – 1:7 przeciwko Tokyo Verdy, 10 października 2011, Puchar Cesarza[9]

- Najlepszy strzelec – Ryota Arimitsu, 40 goli[10]
- Najwięcej występów – Ryota Takasugi, 198 występów[11]

## Sekcje młodzieżowe
W V-Varen Nagasaki działają trzy sekcje młodzieżowe
- U18 – założona w 2012
- U15 – założona w kwietniu 2010
- U12 – założona w kwietniu 2011

## Upamiętnienie wybuchu bomby atomowej
W 2015 roku V-Varen wydało dwa specjalne zestawy koszulek z okazji 70. rocznicy wybuchu bomby atomowej w Nagasaki. Przedstawiały one rzeźbę autorstwa Seigo Kitamury oraz wykonane techniką origami żurawie – symbol Japonii.